# Женщина идёт одна по земле
«Женщина идёт одна по земле», в прокате СССР — «Женщина идёт по земле» (яп. 女ひとり大地を行く онна хитори дайти во юку) — японский чёрно-белый фильм-драма 1953 года, поставленный известным представителем независимого кинематографа, режиссёром Фумио Камэи. Здесь постановщик даёт горькое, правдивое описание жизни работников в угольных шахтах Хоккайдо с 1930-х по 1950-е годы.

## Сюжет
1932 год. Оставив жену и детей на родине, Кисаку отправляется на угольные шахты. Но вскоре, не выдержав тяжёлой жизни, он бежит оттуда. Его жена Саё вместе с детьми приезжает к нему на работу. Там ей сообщают, что якобы Кисаку погиб при взрыве на шахте. Саё начинает работать на шахте. Потянулись долгие военные годы. Когда война кончилась, порядки на шахте значительно улучшились. Поступил работать на шахту и старший сын. Но работа ему быстро надоедает, он бежит из дому с женщиной и поступает в резервный полицейский корпус. Младший сын, живший в Токио, вернулся к матери и стал работать на шахте. Началась война в Корее. Предприниматели потребовали увеличения добычи угля. Вспыхивает забастовка, которая всё более разрастается. К этому времени из Китая на родину вернулся Кисаку. Разыскивая свою семью, он приходит на шахту. Кисаку присоединяется к забастовщикам и начинает дружить с Киёдзи, не зная, что это его младший сын. Однажды на шахте происходит авария. Сначала подозрение падает на Киёдзи, но потом выясняется, что это дело рук предателя, действовавшего по указке хозяев. К этому времени к матери возвращается старший сын, покончивший с беспутной жизнью. Наступил и день встречи Саё с Кисаку. Наконец-то Саё вознаграждена за долгие годы мучительной борьбы.

## В ролях
- Исудзу Ямада — Саё
- Дзюкити Уно — её муж Кисаку
- Дзюнкити Оримото — Киити, старший сын
- Такэтоси Найто — Киёдзи, младший сын
- Исао Нумадзаки — Канэко
- Эйдзи Накамура — Кавамура
- Ёси Като — Каминари-сан
- Таниэ Китабаяси — Охана
- Хатаэ Киси — Такако Мусумэ
- Рёко Сакураи — Фумико Мусумэ
- Исао Кимура
- Дзюн Хамамура

Новое в этом фильме заключается в том, что его создатели не испугались затяжки во времени, не испугались замедленного темпа. Фильм напоминает симфонию. После анданте ожидаешь скерцо.

## Премьеры
- — национальная премьера фильма состоялась 20 февраля 1953 года[2].
- — в советском прокате с 14 августа 1954 года под названием «Женщина идёт по земле»[комм. 1][5].

## О фильме
Во вступительных титрах нам сообщают, что «этот фильм финансировался за счёт взносов в 33 иены от каждого из шахтёров Хоккайдо». В 1929 году мужчины из бедных деревень нанимались на работу при плачевных условиях труда в угольные шахты, получая за этот рабский труд три десятка иен. В фильме показаны изнурительные работы, избиения и эксплуатация. Героиня фильма также впряглась в эту тяжёлую шахтёрскую работу. После Второй мировой войны можно было наблюдать такие улучшения, как восьмичасовой рабочий день, запрет на работу женщин в шахтах и равную оплату труда мужчин и женщин. Однако шахтёры заболевали и получали ранения один за другим в результате увеличения добычи угли из-за войны в Корее. Кульминацией фильма является смерть женщины-шахтёра после длительной работы на шахте.
Съёмки начались с сотрудничества с профсоюзами шахтёров Хоккайдо, чтобы обеспечить бюджет в три миллиона иен, но окончательная стоимость производства составила 24 миллиона иен, а это означает что проект оказался убыточным. И кассовые сборы, и приём фильма были не на высоте, после чего режиссёр-документалист Фумио Камэи покинул мир художественного кинематографа, чтобы вернуться в документалистику.

## Комментарии
1. ↑  В советском прокате фильм демонстрировался с 14 августа 1954 года, р/у Госкино СССР № 913/54 — дублирован на киностудии им. Максима Горького в 1954 году.